# Chevilly-Larue
Chevilly-Larue è un comune francese di 18 888 abitanti situato nel dipartimento della Valle della Marna nella regione dell'Île-de-France.

## Società

### Evoluzione demografica
Abitanti censiti

## Amministrazione

### Gemellaggi
- Hochdorf, Germania
- Victoria, Romania
- Martorell, Spagna
- Pougne-Hérisson, Francia